# Eurysthenes
Eurysthenes (altgriechisch Εὐρυσθένης) ist ein antiker griechischer männlicher Personenname, er bedeutet ‚der mit weitreichender Macht‘.

## Namensträger
- ein Sohn des Aigyptos, siehe Eurysthenes (Sohn des Aigyptos)
- einer der sieben von Theseus vor dem Minotauros geretteten athenischen Jünglinge (Inschrift der Françoisvase)
- ein König von Sparta, siehe Eurysthenes (Sparta)
- ein Nachfahre des Damaratos, siehe Eurysthenes (Pergamon)